# Iveco Trucks Australia
 (décembre 2023).
Si vous disposez d'ouvrages ou d'articles de référence ou si vous connaissez des sites web de qualité traitant du thème abordé ici, merci de compléter l'article en donnant les références utiles à sa vérifiabilité et en les liant à la section « Notes et références ».
 (décembre 2023).
La mise en forme du texte ne suit pas les recommandations de Wikipédia : il faut le « wikifier ».
Les points d'amélioration suivants sont les cas les plus fréquents. Le détail des points à revoir est peut-être précisé sur la page de discussion.
- Les titres sont pré-formatés par le logiciel. Ils ne sont ni en capitales, ni en gras.
- Le texte ne doit pas être écrit en capitales (les noms de famille non plus), ni en gras, ni en italique, ni en « petit »…
- Le gras n'est utilisé que pour surligner le titre de l'article dans l'introduction, une seule fois.
- L'italique est rarement utilisé : mots en langue étrangère, titres d'œuvres, noms de bateaux, etc.
- Les citations ne sont pas en italique mais en corps de texte normal. Elles sont entourées par des guillemets français : « et ».
- Les listes à puces sont à éviter, des paragraphes rédigés étant largement préférés. Les tableaux sont à réserver à la présentation de données structurées (résultats, etc.).
- Les appels de note de bas de page (petits chiffres en exposant, introduits par l'outil «  Source ») sont à placer entre la fin de phrase et le point final[comme ça].
- Les liens internes (vers d'autres articles de Wikipédia) sont à choisir avec parcimonie. Créez des liens vers des articles approfondissant le sujet. Les termes génériques sans rapport avec le sujet sont à éviter, ainsi que les répétitions de liens vers un même terme.
- Les liens externes sont à placer uniquement dans une section « Liens externes », à la fin de l'article. Ces liens sont à choisir avec parcimonie suivant les règles définies. Si un lien sert de source à l'article, son insertion dans le texte est à faire par les notes de bas de page.
- La présentation des références doit suivre les conventions bibliographiques. Il est recommandé d'utiliser les modèles {{Ouvrage}}, {{Chapitre}}, {{Article}}, {{Lien web}} et/ou {{Bibliographie}}. Le mode d'édition visuel peut mettre en forme automatiquement les références.
- Insérer une infobox (cadre d'informations à droite) n'est pas obligatoire pour parachever la mise en page.

Pour une aide détaillée, merci de consulter Aide:Wikification.
Si vous pensez que ces points ont été résolus, vous pouvez retirer ce bandeau et améliorer la mise en forme d'un autre article.
International Trucks Australia Ltd souvent appelée plus simplement International est une société de construction de camion installée en Australie depuis plus d'un siècle, depuis que le constructeur américain de matériel agricole International Harvester Company y a débuté localement ses fabrications en 1903. Elle fait partie du groupe italien IVECO depuis 1989.

## Histoire
L'actuelle usine de Dandenong South (en), au Victoria a été mise en service en 1952 et fabriqua comme premier modèle, un camion militaire 4x4 de 2.5 tonnes de charge utile, pour l'armée australienne, et est toujours restée en activité depuis, produisant une large gamme de véhicules pour le marché australien incluant les légendaires ACCO. Toutefois la firme exportait des véhicules lourds en Australie et en Nouvelle-Zélande depuis 1912.
En 1961, un camion civil du nom de AACO (Australian A-Line Cabover) fut développé à partir du modèle militaire pour le marché local, avec des moteurs à essence ou diesel Perkins de 8 cylindres et un terrain d'essais fut aménagé à Anglesea.
En 1971, l'entreprise introduisit la gamme de ACCO-A, des camions porteurs de 5 à 11,8 tonnes et 24 tonnes avec remorque. En 1974, la firme australienne prit le contrôle de la filiale d'Atkinson quand la société mère acheta Seddon Atkinson, mais cette filiale fut vendue à l'espagnol ENASA Pegaso en 1984.
International Harvester devient International Trucks en 1989 puis, après son rachat par le groupe italien Fiat V.I.-Iveco, se transforme en IVECO International Trucks en 1992. En 1990, IVECO rachète ENASA Pegaso et sa filiale Seddon Atkinson.
En 2001, la société devient IVECO Trucks Australia, élargissant la gamme des camions construits dans l'usine de Dandenong avec des modèles comme les EuroTech, EuroStar et plus récemment Stralis, Trakker et PowerStar, un modèle spécialement conçu pour le marché local. 
Depuis le début de 2004, les camions International 9200i sont produits à Dandenong. Ces camions étaient précédemment importés des usines américaines d'International Trucks et d' Engine Corporation et adaptés localement pour la conduite à gauche. 
En 2007, des camions plus modernes comme International 7600 sont importés en CKD, adaptés et assemblés dans l'usine de Dandenong pour répondre aux demandes du marché australien. Aussi, le concessionnaire Charles Feijts Groupe IVECO, en Hollande, Pays-Bas, importe des composantes du camion à capot IVECO PowerStar, pour faire un hybride avec une base de camion Stralis Italien, et commercialisé par le fabricant-concessionnaire IVECO sous le nom de Strator tout cela à la demande d'une compagnie de transport qui appartient à Maurice Martens.
En Australie, IVECO fabrique et distribue sa très large gamme de camions légers, moyens et lourds pour tous types de transports routiers. 
IVECO a été une des sociétés les plus actives du marché local des camions depuis 1992. Iveco a été le premier constructeur en Australie à équiper ses modèles de moteurs turbocompressés dans la gamme légère et les fourgons. 
Le fameux IVECO Daily Turbo a été suivi des gammes lourdes EuroStar et EuroTech qui ont été produits dans l'usine de Dandenong et adaptés aux conditions locales. 
La gamme actuelle IVECO comprend :
- la gamme IVECO Daily - véhicule léger identique à la gamme européenne, fourgons et châssis-cabine,
- la gamme moyenne IVECO Eurocargo équipée des fameux moteurs Iveco Tector, comprend les modèles :
  - ML100 E21  PTC 10 400 à 16 000 kg
  - ML120 E24 & E28 - 12 000 à 24 000
  - ML150 E24 & E28 - 14 300 à 28 000
  - ML160 E28 - 15 990 à 28 000
  - ML180 E28 - 16 000 à 32 500
  - ML225 E28 - 22 500
  - ML230 E28 - 23 000 à 32 500
- la gamme moyenne lourde IVECO ACCO équipée de moteurs Cummins, construite depuis 1972. En 1998 elle adopte une cabine IVECO EuroTech et depuis 2008 celle du Stralis.
- la gamme extra lourde IVECO Stralis, camion de pointe à cabine avancée, identique au modèle européen mais homologué pour un PTR de 90 tonnes et des roads trains de 25 m,
- le IVECO Powerstar, modèle spécifique qui est aussi assemblé au Brésil mais qui est le camion extra lourd le plus avancé technologiquement en vente en Australie, équipé de moteurs Iveco Cursor de 550 cv, ils sont homologués pour un PTR de 90 t et des road trains de 26 m.

L'usine d'IVECO de Dandenong représente un investissement important dans l'industrie du camion locale car les effectifs employés par IVECO dépasse les 600 salariés, sans compter les emplois induits.

## IVECO Bus Australia
La gamme Iveco comprend également une gamme autobus particulière :
- Daily - Mini bus - La gamme Iveco Daily comprend les versions bus scolaire, la version urbaine et les versions luxe de tourisme. D'une longueur de 7 mètres, et avec une capacité de 17 sièges, le Daily est équipé d'un puissant moteur Iveco Unijet HPT de 3.0 litres avec turbocompresseur à géométrie variable il développe 166HP. Le Daily est équipé en série d'une suspension pneumatique pour améliorer le confort des passagers.
- Metro - City bus - Bus urbain au plancher surbaissé et au poids allégé grâce à l'emploi d'alliages légers. Ceci permet une capacité de transport maximale, jusqu'à 86 passagers.
- Bus de ligne et ramassage scolaire - Iveco fournit des châssis équipés de moteurs arrière.  La gamme IVECO se compose de 4 châssis : Euromidi, Midirider, Eurorider tous équipés des moteurs Iveco Tector ou Cursor. Le châssis Delta reçoit un moteur Cummins.

## Les motorisations Iveco Cursor Euro 5
- CURSOR  8-355 - 261 kW (355 hp) à 2 400 tr/min - 1 280 N m à 1080-1950 tr/min
- CURSOR 10-405 - 298 kW (405 hp) à 2 100 tr/min - 1 900 N m à 1050-1500 tr/min
- CURSOR 10-435 - 320 kW (435 hp) à 2 100 tr/min - 1 900 N m à 1050-1610 tr/min
- CURSOR 13-485 - 357 kW (485 hp) à 1 900 tr/min - 2 200 N m à 1000-1550 tr/min
- CURSOR 13-505 - 367 kW (505 hp) à 1 900 tr/min - 2 300 N m à 1000-1545 tr/min
- CURSOR 13-550 - 405 kW (550 hp) à 1 900 tr/min - 2 350 N m à 1000-1650 tr/min